# Rocaguinarda (Oristà)
Rocaguinarda és una masia d'Oristà (Lluçanès) inclosa a l'Inventari del Patrimoni Arquitectònic de Catalunya.

## Descripció
Al costat dret del camí que porta a Crespí es troben les restes de la casa Rocaguinarda, actualment mig enderrocada.
Els diferents murs que la formaven són de pedres irregulars lligades amb morter.

## Història
En aquesta casa hi va néixer l'any 1582 el bandoler Perot Rocaguinarda. Aquest, fill de pagesos benestants, s'enfrontà amb les autoritats d'Oristà.
Cervantes recollí la figura d'aquest bandoler a la segona part del Quijote.
Prop de la casa hi ha una roca amb la firma de Perot Rocaguinarda entre d'altres